# 恰帕斯冲突
恰帕斯冲突（西班牙語：Conflicto de Chiapas）包括1994年萨帕塔起义、1995年萨帕塔危机，以及1990年代—2010年代墨西哥政府与恰帕斯州的原住民和自给农民之间的持续紧张局势。
萨帕塔起义始于1994年1月，持续不到两周后达成停火协议。该冲突的主要对立方是萨帕塔民族解放军和墨西哥政府。政府与萨帕塔民族解放军的谈判促成了协议的签署，但在接下来的几年里，和平进程停滞不前，许多协议未被履行，导致与政府有联系的社区与同情萨帕塔民族解放军的社区之间的分歧加剧。社会紧张局势、武装冲突和准军事事件增多。1997年，与墨西哥政府有联系的反萨帕塔民兵在阿克特亚尔村杀害45人。尽管反叛活动烈度较低，但萨帕塔民族解放军支持者和反萨帕塔民兵以及政府之间偶尔仍会发生暴力冲突。最后一起相关事件发生在2014年，一名与萨帕塔民族解放军有关联的教师在恰帕斯州被杀，另有15人受伤。武装冲突在2010年代后期结束。